# قطعنامه ۶۸ شورای امنیت
قطعنامه  ۶۸ شورای امنیت سازمان ملل متحد که در تاریخ ۱۰ فوریه ۱۹۴۹ تصویب شد، سندی بین‌المللی دربارهٔ تسلیحات: تنظیم و کاهش است. این قطعنامه طی نشست ۴۰۸ام با ۹ موافق، ۰ مخالف و ۲ ممتنع تصویب شد.